# Eupodauchenius
Eupodauchenius is een geslacht van hooiwagens uit de familie Assamiidae.
De wetenschappelijke naam Eupodauchenius is voor het eerst geldig gepubliceerd door Roewer in 1912. 

## Soorten
Eupodauchenius is monotypisch en omvat slechts de volgende soort:
- Eupodauchenius luteocruciatus